# Perlamantispa pusilla
Perlamantispa pusilla is een insect uit de familie van de Mantispidae, die tot de orde netvleugeligen (Neuroptera) behoort. 
Perlamantispa pusilla is voor het eerst wetenschappelijk beschreven door Pallas in 1772.